# Temporada 2012 de World Series by Renault

## Calendario
| Circuito                       | Fecha            | Categorías |
| ------------------------------ | ---------------- | ---------- |
| Motorland Aragón               | 5 de mayo        | Todas      |
| Motorland Aragón               | 6 de mayo        | Todas      |
| Circuit de Monaco              | 27 de mayo       | FR3.5      |
| Circuit de Spa-Francorchamps   | 2 de junio       | Todas      |
| Circuit de Spa-Francorchamps   | 3 de junio       | Todas      |
| Nürburgring                    | 30 de junio      | Todas      |
| Nürburgring                    | 1 de julio       | Todas      |
| Moscow Raceway                 | 14 de julio      | Todas      |
| Moscow Raceway                 | 15 de julio      | Todas      |
| Silverstone                    | 25 de agosto     | FR 3.5     |
| Silverstone                    | 26 de agosto     | FR 3.5     |
| Hungaroring                    | 15 de septiembre | Todas      |
| Hungaroring                    | 16 de septiembre | Todas      |
| Circuito de Le Castellet       | 29 de septiembre | Todas      |
| Circuito de Le Castellet       | 30 de septiembre | Todas      |
| Circuito de Barcelona-Cataluña | 20 de octubre    | Todas      |
| Circuito de Barcelona-Cataluña | 21 de octubre    | Todas      |

## Campeonatos

### Fórmula Renault 3.5
| Pos. | Piloto                 | Escudería          | Puntos |
| ---- | ---------------------- | ------------------ | ------ |
| 1    | Robin Frijns           | Fortec Motorsports | 189    |
| 2    | Jules Bianchi          | Tech 1 Racing      | 185    |
| 3    | Sam Bird               | ISR Racing         | 179    |
| 4    | António Félix da Costa | DAMS               | 166    |
| 5    | Nick Yelloly           | Comtec Racing      | 122    |

### Eurocopa de Fórmula Renault 2.0
| Pos. | Piloto            | Escudería             | Puntos |
| ---- | ----------------- | --------------------- | ------ |
| 1    | Stoffel Vandoorne | Josef Kaufmann Racing | 244    |
| 2    | Daniil Kvyat      | Koiranen Motorsport   | 234    |
| 3    | Oliver Rowland    | Fortec Motorsports    | 109    |
| 4    | Norman Nato       | RC Formula            | 96     |
| 5    | Nyck de Vries     | R-Ace GP              | 78     |

### Trofeo Eurocopa Mégane
| Pos. | Piloto          | Escudería   | Puntos |
| ---- | --------------- | ----------- | ------ |
| 1    | Albert Costa    | Oregon Team | 251    |
| 2    | Bas Schothorst  | TDS Racing  | 247    |
| 3    | Kevin Gilardoni | Oregon Team | 160    |
| 4    | Niccolò Nalio   | Oregon Team | 153    |
| 5    | Fabien Thuner   | Oregon Team | 131    |